# Херцберг, Рудольф фон
Рудольф фон Херцберг (нем. Rudolph von Hertzberg; 6 января 1818, Берлин — 22 ноября 1893) — немецкий хоровой дирижёр и вокальный педагог.
Получил образование как пианист у Рудольфа Килички и Людвига Бергера, затем изучал композицию под руководством Зигфрида Дена. В 1836—1838 гг. в образовательных целях путешествовал по Италии. Ко второй половине 1830-х гг. относится ряд фортепианных и вокальных сочинений Херцберга.
По возвращении в Берлин посвятил себя, прежде всего, преподаванию. С 1847 г. педагог Королевского хора мальчиков, в 1861—1889 гг. его главный дирижёр и музыкальный руководитель.